# Nádson Rodrigues de Souza
Nádson Rodrigues de Souza (født 30. januar 1982) er en tidligere brasiliansk fodboldspiller.

## Brasiliens fodboldlandshold
| Brasiliens landshold | Brasiliens landshold | Brasiliens landshold |
| År                   | Kmp                  | Mål                  |
| -------------------- | -------------------- | -------------------- |
| 2003                 | 2                    | 0                    |
| Total                | 2                    | 0                    |